# Riosa
Riosa is een gemeente in de Spaanse provincie en regio Asturië met een oppervlakte van 46,49 km². Riosa telt 2.040 inwoners (1 januari 2016).

## Demografische ontwikkeling
Bron: INE, 1857-2011: volkstellingen